# Dolîna, Tokmak
Dolîna (în ucraineană Долина, în germană Schönau) este localitatea de reședință a comunei Dolîna din raionul Tokmak, regiunea Zaporijjea, Ucraina. Satul a fost locuit de germanii pontici.   

## Demografie
Componența lingvistică a localității Dolîna
     Ucraineană (91,8%)
     Rusă (7,54%)
     Alte limbi (0,66%)
Conform recensământului din 2001, majoritatea populației localității Dolîna era vorbitoare de ucraineană (91,8%), existând în minoritate și vorbitori de rusă (7,54%).